# Bimota SB6
La SB6 est un modèle de motocyclette du constructeur italien Bimota.
La SB6 est présentée lors du salon de la moto de Milan de 1993. Elle est construite sous l'égide de l'ingénieur designer Pier Luigi Marconi.
Le moteur est issu de la Suzuki 1100 GSX-R. Il délivre 156 chevaux à 10 000 tr/min pour un couple de 12 mkg à 9 000 tr/min. Il annonce un rapport de compression de 11,2:1. Il est couplé à une boîte de vitesses à cinq rapports et un embrayage multidisque en bain d'huile.

Ce moteur à quatre cylindres en ligne à quatre temps à refroidissement liquide est alimenté par quatre carburateurs Mikuni de 40 mm de diamètre.

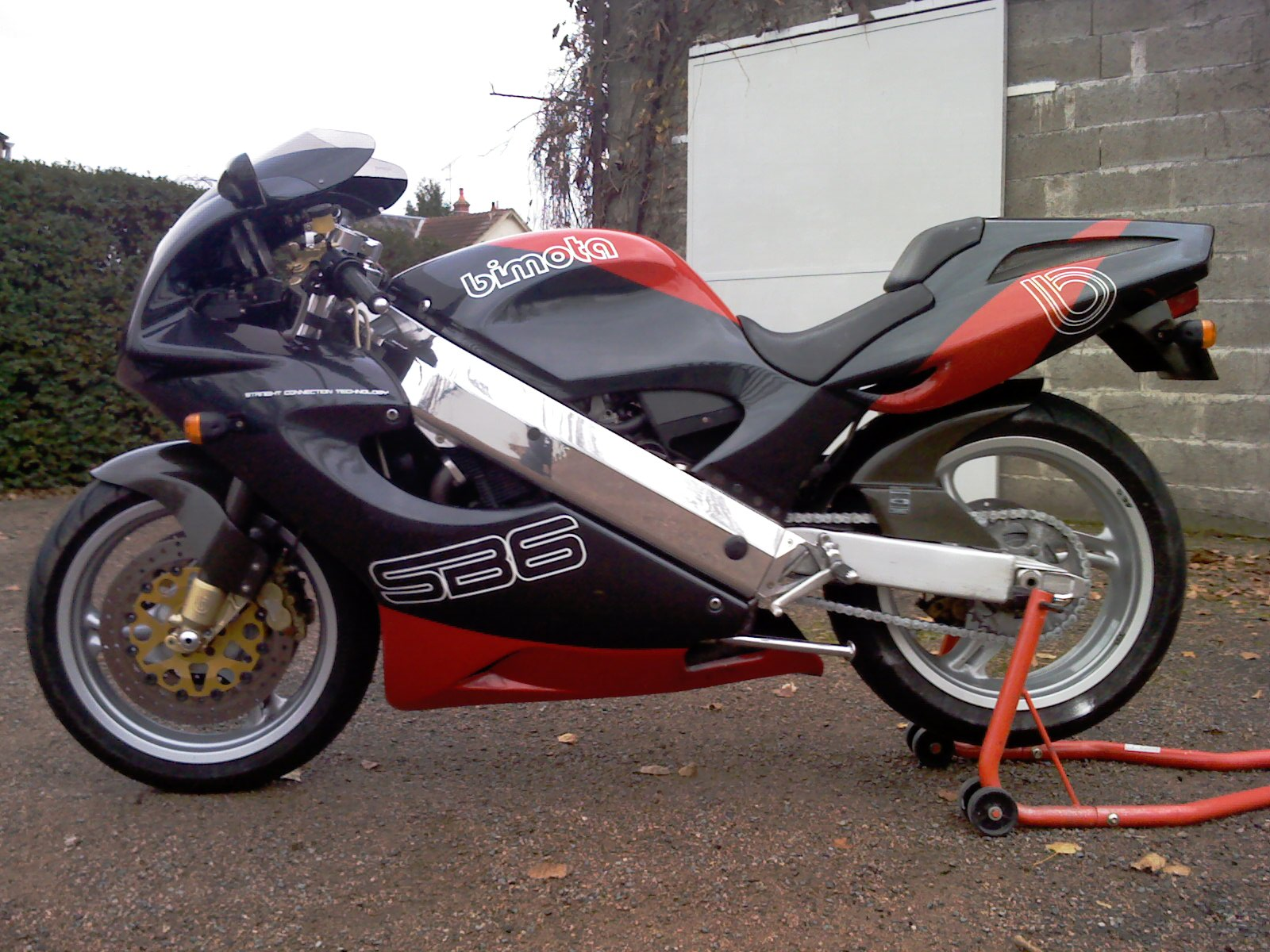
La SB6 de profil, avec le cadre SLC

Le cadre, de type périmétrique, est nouveau et se compose de deux longerons, à droite et à gauche, en aluminium. Ils relient la colonne de direction et l'axe du bras oscillant. L'usine appelle ce nouveau principe SLC (Straight Line Connection) car les deux longerons forment une ligne absolument droite. La rigidité est accrue, le poids contenu et la machine gagne en compacité. Le moteur est avancé dans le cadre et l'empattement est de 1 390 mm.
L'angle de chasse de 24° peut varier de 3°. La SB6 emporte, de série, un amortisseur de direction.
La fourche télescopique de 46 mm est estampillée Païoli. Elle a reçu une attention particulière, car, en plus d'être réglable en détente et compression, elle utilise des fourreaux composés de plusieurs matériaux nobles. Deux mm d'alliage et un de carbone les recouvrent permettant, comme sur le cadre, de concilier légèreté et résistance. De plus, une fourche en titane est également disponible en option.

L'amortisseur arrière provient du catalogue Öhlins.
Le freinage est assuré par Brembo avec, à l'avant, deux disques flottants de 320 mm, pincés par des étriers à quatre pistons, et à l'arrière par un unique disque de 230 mm et un étrier à double piston.
Les échappements sont ramenés sous la selle et les jantes en magnésium sont choisies chez Antera. L'ensemble de la partie arrière est autoporteuse. Elle est faite en fibre de carbone.
Pour 1996, la SB6 reçoit quelques ajustements. Elle gagne des jantes Marchesini, un tableau de bord en fibre de carbone à la lecture plus aisée, différents renforts en carbone sous le carénage et la selle..

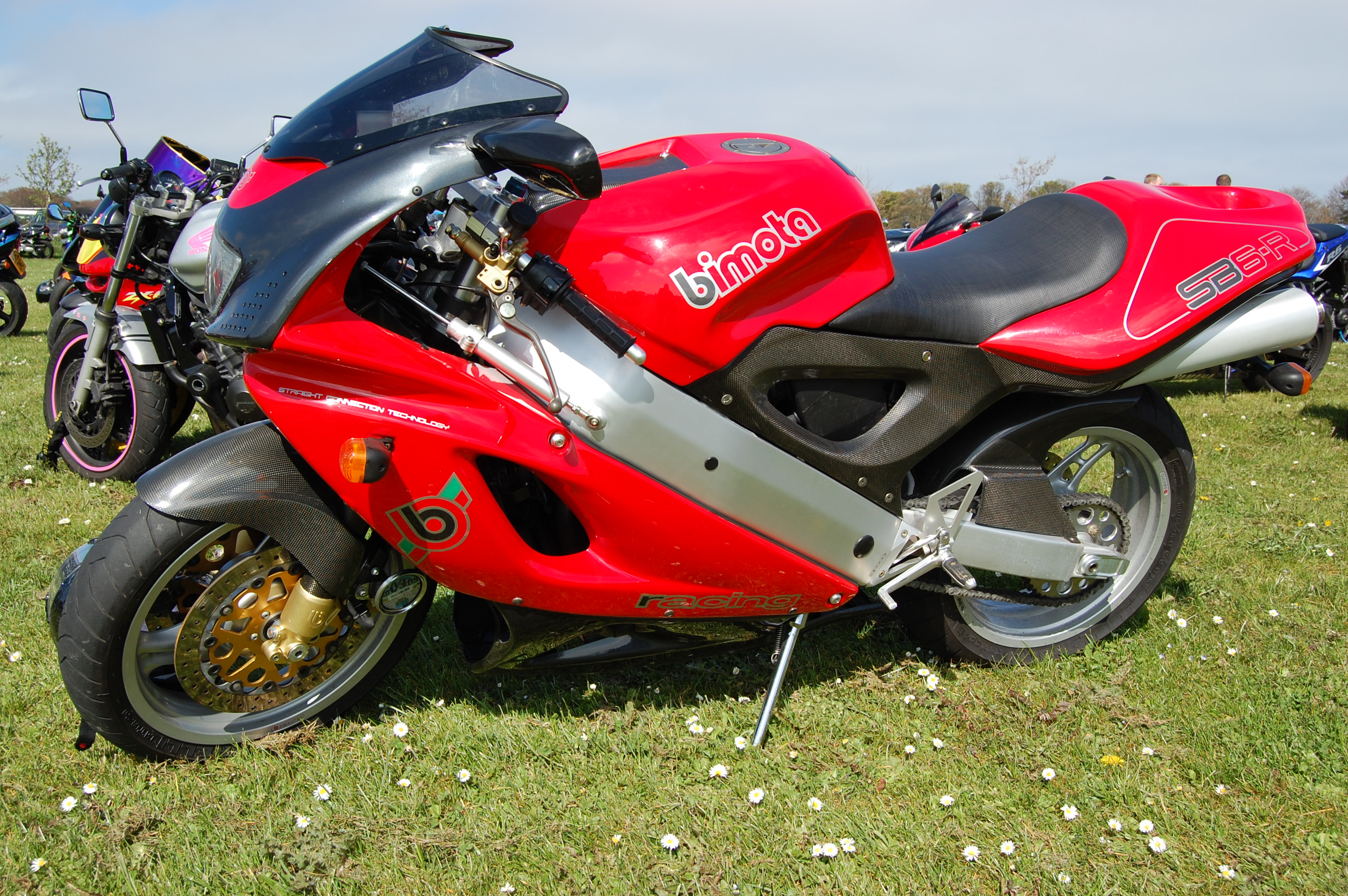
SB6R

Pour le salon de Cologne 1996, Bimota améliore la SB6 en présentant la SB6R.
Le phare, autrefois à double optique ronds, est maintenant en trapèze. Les lignes de l'habillage sont plus tendues. Les échappements sortent immédiatement sous la selle au lien d'être dans le dosseret. La SB6R gagne une nouvelle instrumentation.
Le moteur reçoit une boîte à air plus grosse et un système d'admission d'air forcé.
L'empattement passe à 1 400 mm avec l'augmentation de la longueur du bras oscillant de 10 mm. Le poids est ramené à 184 kg à sec.
La SB6 a été vendue en trois coloris. Le premier type était blanc, rouge et carbone, avec le logo rouge et carbone. Les deuxième et troisième type arborent un logo blanc, avec au choix une peinture biton grise et rouge, ou une peinture unie rouge.

La SB6R n'est sortie qu'en rouge, noir et carbone, avec l'inscription « Racing » sur les côtés.
Entre 1994 et 1996, il sortira 1 144 exemplaires de SB6, dont 790 avec la première peinture, 332 avec la seconde et 22 avec la troisième. La SB6R a été fabriquée à 600 exemplaires entre 1996 et 1998. La SB6 a été le modèle de Bimota le plus vendu.
La SB6 était vendue 33 210 000 Lires (environ 17 151 €) et la SB6R était vendue 34 150 000 Lires (environ 17 637 €).